# روری مک ایلروی
روری مک ایلروی (انگلیسی: Rory McIlroy؛ زادهٔ ۴ مهٔ ۱۹۸۹) گلف‌باز اهل بریتانیا است. روری مک ایلروی گلف بازِ اهل منطقه ایرلند شمالی است، این بازیکن قهرمان صد و چهل و سومین دوره رقابت‌های اوپن بریتانیا شد و بعد از جک نیکولائوس و تایگر وودز سومین گلف باز تاریخ لقب گرفت که توانسته در ۲۵ سالگی ۳ تورنمنت «ماژور» را ببرد. وی از پردرآمدترین ورزشکاران مرد دنیا در سال ۲۰۱۶ بوده‌است.